# Alicja w Krainie Czarów (film 1951)

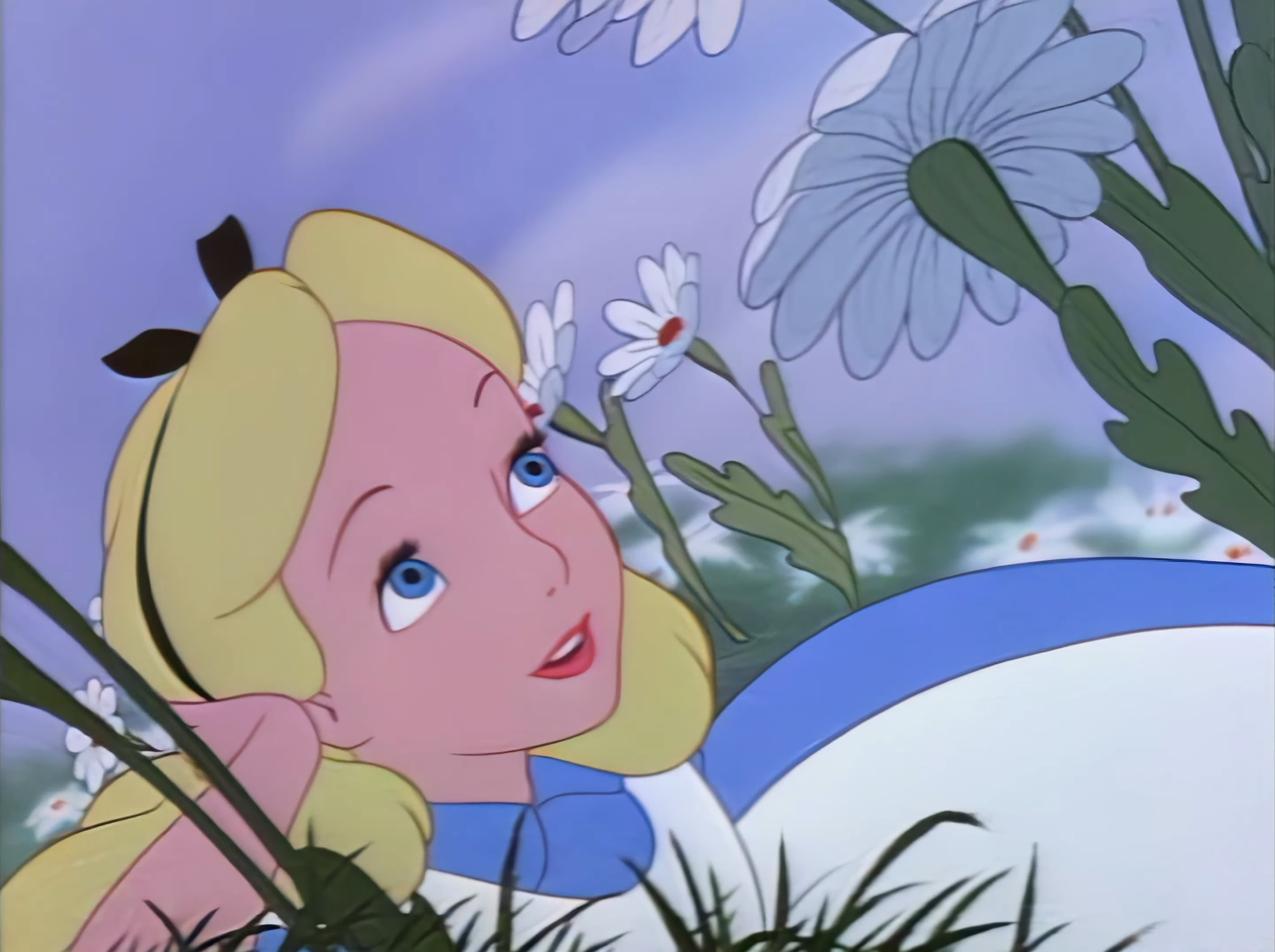
Kadr z filmu

Alicja w Krainie Czarów (ang. Alice in Wonderland) – amerykański animowany film fantasy z 1951 roku w reżyserii Clyde’a Geronimiego, Wilfreda Jacksona i Hamiltona Luske’a na podst. powieści Alicja w Krainie Czarów i Po drugiej stronie lustra Lewisa Carrolla. Trzynasty film z oficjalnego kanonu animacji Disneya. Premiera filmu w USA odbyła się 28 lipca 1951 roku (W Wielkiej Brytanii dwa dni wcześniej). W Polsce premiera miała miejsce w listopadzie 1961 roku.
Film został potem w Polsce wydany na kasetach wideo w 2000 roku z dystrybucją Imperial Entertainment. Film wydany na DVD z dystrybucją CDP.pl i Galapagos Films. Film wyemitowany w telewizji na kanałach: Puls 2, Disney Channel. Film wydany na Blu-Ray oprócz polskiej wersji w Stanach Zjednoczonych, Włoszech, Niemczech, Wielkiej Brytanii, Hiszpanii, Rosji i Portugalii.
W 2010 roku wytwórnia The Walt Disney Company wyprodukowała aktorską kontynuację filmu pod tym samym tytułem, w reżyserii Tima Burtona. W 2022 roku powstał serial animowany komputerowo Czarodziejska cukiernia Alicji produkcji Disney Television Animation, bazowany na podstawie filmu.

## Fabuła
Gdzieś w wiktoriańskiej Wielkiej Brytanii w parku małoletnia Alicja irytuje swą dorosłą siostrę ostentacyjną dziecinnością. Alicja rozmarza się, gdy nagle w trawie widzi mówiącego i wytwornie ubranego białego królika, wyraźnie się gdzieś spieszącego się. Zaintrygowana Alicja udaje się za nim do nory. Tam spada w pustkę, będącą wielkim pomieszczeniem. Odkrywa malutkie drzwi zamknięte na klucz. Ich klamka drwi z rozmiarów Alicji uniemożliwiających jej wejście. Tuż obok na stoliku Alicja dostrzega flakonik z karteczką „Wypij mnie”. Bez wahania wypija go i staje maleńka. Jednak klucz do drzwi jest na stoliku, więc Alicja chcąc do niego się dostać zjada ciastko z pudełka z karteczką „Zjedz mnie”, lecz staje się tak olbrzymia, że komnata jest zbyt ciasna. Z bezradności wybucha płaczem, a jej łzy wypełniają pokój. Klamka każe Alicji wypić resztę flakonu i zmniejszona dziewczynka płynie w swych łzach przez dziurkę od klucza.
Po drugiej stronie rzeka z łez Alicji znosi ją na brzeg, gdzie ptaki pod wodzą dystyngowanego dodo biegają bezsensownie w kółko. Alicja idzie dalej natykając się na dwóch bliźniaczo wyglądających człowieczków – Tweedle Dee i Tweedle Duma. Zauważając ciekawość Alicji opowiadają ku przestrodze historię o ostrygach zaproszonych na wytworny obiad przez Morsa i jego ludzkiego asystenta-cieśli, którzy je zjedli. Tweedle Dee i Tweedle Dum opowiadają kolejną historię będąc tak zajętym, że nie zauważają oddalającej się Alicji. Ta dociera do domku Białego Królika, który bierze ją za swą służkę Mariannę i każe jej przynieść rękawiczki. Alicja mimo to posłusznie wchodzi do domu, gdzie zjada pudełko czekoladek. Robi się tak wielka, że jej nogi i ramiona wystają z domku królika biorącego ją tym razem za potwora. Zdesperowana Alicja spożywa marchewkę z ogrodu i staje się maleńka.
Alicja przechodzi przez trawę pełen mówiących kwiatów, które wkrótce ją przeganiają. W trawie widzi gąsienicę palącą sziszę. Gąsienica irytuje dziewczynkę swą gburowatością i wywyższaniem się, jednak na odchodne mówi jej, że kęsy z jego grzyba odpowiadają za wzrost. Alicja to robi, ale staje tak ogromna, że przerasta las. Zostaje wzięta przez samicę ptaszka za węża. Widząc, że nie przekona upartego ptaka nadgryza drugi kawałek grzyba i wraca do dawnego rozmiaru. Chce znaleźć Białego Królika. Zagaduje ją kot zwany Specjalnym mający magiczne zdolności i radzi, by udała się do Zwariowanego Kapelusznika będącego na przyjęciu u swego przyjaciela zająca. Oboje obchodzą nie-urodziny wyznając, że urodziny są zbyt rzadko. Alicję przerasta szaleństwo ich obu i odchodzi.
Alicja gubi się w lesie pełnym sprzecznych drogowskazów i nie wytrzymuje nerwowo w tej zwariowanej krainie. Z pomocą przychodzi jej Specjalny Kot i prowadzi do sosny, której pień otwiera przed nimi aleję wysadzaną ozdobnym żywopłotem. Alicja widzi ożywione karty do gry malujące białe róże na czerwono, by uniknąć gniewu Królowej Kierów. Pojawia się Biały Królik ogłaszający nadejście owej królowej i jej małżonka w asyście szpaleru kart-żołnierzy. Królowa na widok niedoskonałej pracy malarzy skazuje ich na śmierć. Dostrzega Alicję i każe jej grać z nią w krykieta. Z pomocą Specjalnego Kota Alicja prowadzi w grze, czym rozsierdza nienawidzącej przegrywać Królową Kierów. Alicja staje przed sądem za obrazę królewskiego majestatu.
Na sali sądowej Alicja widzi absurdalność procesu i świadków, którzy jej nie pomagają. Nagle przypomina, że została jej w kieszeni resztka magicznego grzyba i po jego kęsie powiększa się i przeraża wszystkich zgromadzonych, w tym Królową Kierów, którą zwymyśla. Niestety po chwili wraca do dawnego rozmiaru i mówi uciekać przed gwardzistami Królowej. Ucieka przez całą zaczarowaną krainę przed wszystkimi mieszkańcami docierając do drzwi z początku jej wędrówki. Klamka od drzwi każe się jej skupić. W końcu Alicję budzi jej siostra. Cała przygoda w krainie czarów była snem. Alicja z ulgą udaje się z siostrą na podwieczorek.

## Obsada głosowa[1]
- Kathryn Beaumont – Alicja
- Bill Thompson –
  - Biały Królik,
  - Dodo
- Verna Felton – Królowa Kierów[a]
- Ed Wynn – Zwariowany Kapelusznik[a]
- Jerry Colonna – Zając[a]
- Sterling Holloway – Specjalny Kot[a]
- Richard Haydn – Pan Gąsienica
- James MacDonald – Suseł
- Dink Trout – Król Kierów[a]
- J. Pat O’Malley –
  - Tweedle-Dee,
  - Tweedle-Dum,
  - Pan Mors,
  - Cieśla,
  - Babcia Ostryga
- Queenie Leonard – ptaszek
- Larry Grey – 
  - Bill,
  - karta
- Doris Lloyd – Róża
- Marni Nixon – śpiewające kwiaty
- Joseph Kearns – Klamka od drzwi
- Heather Angel – siostra Alicji
- The Mellomen – malarze-karty
- Pinto Colvig – karta
- Stan Freberg – karta

## Wersja polska
Wersja polska: Studio Opracowań Dialogowych w Warszawie

Reżyseria: Zofia Dybowska-Aleksandrowicz

Wystąpili:
- Barbara Rylska – Alicja
- Kazimierz Brusikiewicz –
  - Biały Królik,
  - Tweedle-Dee,
  - Tweedle-Dum,
  - Cieśla,
  - Babcia Ostryga
- Hanna Skarżanka – Królowa Kierów
- Jerzy Magórski –
  - Zwariowany Kapelusznik,
  - Król Kierów
- Wiesław Gołas – Zając
- Zbigniew Kancler – Specjalny Kot
- Roman Wilhelmi – Pan Gąsienica
- Witold Kałuski – Dodo
- Zofia Raciborska – Suseł
- Bronisław Dardziński – Pan Mors
- Hanka Bielicka – ptaszek
- Barbara Fijewska – Róża
- Roman Kłosowski – Klamka od drzwi
- Małgorzata Leśniewska – siostra Alicji

Źródło: 

## Produkcja
W artykule „American Weekly” Walt Disney deklarował, że żadna historia z angielskiej literatury nie zaintrygowała go bardziej niż Alicja w Krainie Czarów Lewisa Carrolla: „Zafascynowała mnie za pierwszym razem, gdy przeczytałem ją jako chłopiec w szkole. I wkrótce jak tylko mogłem, gdy zacząłem tworzyć animowane kreskówki, pozyskałem prawa do filmu”. Ekranizacja książki była pierwszym wyborem Disneya na jego pełnometrażowy debiut. 
W 1931 roku planował animowaną wersję Alicji w Krainie Czarów Lewisa Carrolla, z której nagle zrezygnował, kiedy wytwórnia Commonwealth Pictures wypuściła swoją pełnometrażową dźwiękową wersję z żywymi aktorami. Dwa lata później Disney wpadł na pomysł, by odnowić Alicję w kombinowanej wersji żywej akcji z łączonej z animacją, podobnej do jego wczesnych odcinków Alice Comedies (1923-1927). Chciał, żeby w roli Alicji wystąpiła Mary Pickford, będąca jedną z założycieli United Artists, ówczesnego dystrybutora Walt Disney Productions. Pickford była tak chętna pracować dla Disneya, że zaproponowała sponsorowanie budżetu filmu na pół miliona dolarów ze swych własnych funduszy. Jednak gdy Paramount Pictures ogłosił rozpoczęcie aktorskiej Alicji w Krainie Czarów z gwiazdorską obsadą, Disney niechętnie odwołał produkcję. 
W 1938 roku po zakończeniu Królewny Śnieżki i siedmiu krasnoludków Disney zakupił licencyjne prawa do książek o Alicji, a także do ilustracji Johna Tenniela, które zdobiły pierwsze wydania książek i zdążyły stać się kanoniczne. Po uzyskaniu praw do ekranizacji zespół scenarzystów miał za zadanie opracować zarys scenariusza. Jeden z nich – Al Perkins analizował powieść, by wiedzieć w jakim kierunku zanimować historię. Bob Carr narzekał na brak historii w książce oraz brak charakteru u Alicji, mówiąc że ona „Ledwo gra straight mana przed obsadą komedii screwball”. W 1939 roku prace poszły do przodu i brytyjski artysta David Hall wykonał szereg grafik prezentując Krainy Czarów. W listopadzie bieżącego roku zaprezentowano szkice w formie diaporamy. Disney nie był zadowolony z rezultatów: “Są tu pewne rzeczy, które mi się podobają oraz pewne rzeczy, które według mnie powinniśmy podrzeć w tej chwili”. 
Zasugerował wstrzymanie produkcji, którą wznowiono w 1945 roku. Wtedy też Disney nie wiedział czy zrobić pełnoprawną animację czy połączenie filmu aktorskiego z animacjami. Na tym etapie, poważnie rozważał Ginger Rogers do roli tytułowej. Jako, że była zakontraktowana z MGM Disney liczył, że zwiąże dystrybucję z tą wytwórnią z związku z rosnącym rozczarowaniem z RKO Pictures, która dystrybuowała jego filmy od 1937 roku. Rozważał również Luanę Patten i Lisę Davis. W tym samym roku Disney chcąc uzyskać unikalny skrypt do aktorsko/animowanej zwanej Alice and the Mysterious Mr. Carroll zatrudnił brytyjskiego pisarza Aldousa Huxleya. Huxley wymyślił historię, w której Lewis Carroll i Alice Liddell (inspiracja dla książkowej Alicji) zostali źle zrozumiani i prześladowani po opublikowaniu książki. W skrypcie Huxleya aktorka teatralna Ellen Terry sympatyzowała zarówno z Carrollem, jak i Liddell, a królowa Wiktoria służyła jako deus ex machina, rehabilitując Carrolla ze względu na jej uznanie dla książki. Disney odrzucił skrypt Huxleya, gdyż jak to określił “mógł zrozumieć z niego tylko co trzecie słowo”.
Serdeczne relacje z Huxleyem się ochłodziły, gdy Disney dowiedział się, że 23-letni syn Huxleya, Matthew przyłączył się do Herberta Sorrella, szefa związku zawodowego Screen Cartoonists’s Guild, z którym Disney miał konflikt podczas strajku swych animatorów w 1941 roku. Kiedy Matthew Huxley został pobity podczas jednej z pikiet przez łamistrajków wynajętych przez IATSE, organizację usiłującą przy wsparciu szefów hollywoodzkich wytwórni filmowych usiłującą cofnąć uprawnienia udzielonym związkom zawodowych za prezydentury Franklina D. Roosevelta, jego ojciec pozostał potępił działania IATSE jako zastraszanie. Wściekły z powodu krytycyzmu Huxleya i zaangażowania jego syna, Disney natychmiast zerwał kontakty z pisarzem. Po udanych z negocjacjach ze związkiem zawodowym Screen Cartoonists’s Guild Disney dokonał 400 zwolnień z tysiąca pracowników i zawiesił produkcję Alicji w Krainie Czarów i innych filmów wymagających dużej ilości animacji animacji. W końcu w 1946 roku Disney zdecydował na pełnoprawną animację. Trzynastu scenarzystów otrzymało pozwolenie na pisanie scenariusza zawierającego fragment pierwotnego scenopisu Huxleya, ale jego nazwisko Disney polecił usunąć z czołówki filmu. 
W 1948 roku nowy szef RKO Pictures – Howard Hughes zaoferował mającemu problemy finansowe Disneyowi pomoc w postaci nieoprocentowanej pożyczki w wysokości miliona dolarów – w zamian za prawa do filmów wytwórni nieprzeznaczonych do wyświetlenia w kinach – spłacanej z zysków przynoszonych przez filmy za granicą. Disney przyjął ofertę Hughesa z entuzjazmem i dzięki nowemu przypływowi gotówki rozszerzył plan produkcyjny studia na rok 1948 rok do osiemnastu dwuszpulowych filmów, w tym czterech nowych animowanych pełnometrażówek – Przygód Ichaboda i Pana Ropucha, Kopciuszka, Alicji w Krainie Czarów i Piotrusia Pana. Disney zastanawiał którą z nich wpierw dokończyć i wahał się między Kopciuszkiem i Alicją w Krainie Czarów. Ostatecznie po spotkaniu z pracownikami niezwiązanymi z animacją wybrał Kopciuszka sądząc, że w swym podobieństwie do Królewny Śnieżki i siedmiu krasnoludków powtórzy jej sukces. Alicja została wybrana jako drugi film do skończenia.
Brat Disneya, Roy miał przeczucie, że zarówno Alicja jak i inny projekt przerwany w okresie wojennym Piotruś Pan nie nadają się na filmową wersję, z czym nie zgodził się Walt. W tym czasie Disney stracił zainteresowanie animacją i myślał o nowych kierunkach, jak i skupieniu się na działalności antykomunistycznej, z której był dumny. Bywały dni, w których nie zaglądał do studia i wolał krążyć wokół swej posiadłości osobistą lokomotywą Carolwood Pacicfic. Głównym tematem rozmów pracowników wytwórni było dziwne zachowanie Disneya, który zamykał się za drzwiami swego prywatnego gabinetu, z którego wychodził tylko późnym popołudniu spacerując w podziemnym labiryncie przewodów system chłodzącego i grzewczego, gdzie rozmawiał z inżynierami od utrzymania budynku, których teraz uważał za swoich jedynych pracowników. Dochodziły do tego kłótnie z bratem Royem odnośnie kierunku studia oraz problemy rodzinne z żoną Lillian oraz uzależnienie od leków nasennych i alkoholu.
Produkcja Alicji ruszyła latem 1949 roku, zaraz po tym jak Disney opuścił Londyn po zakończeniu  zdjęć do Wyspy skarbów (1950), a do roli wybrano 12-letnią Angielkę Kathryn Beaumont. Początkowo studio planowało rysować postacie zbliżone do stylu Tenniela, który jednak był szczegółowy, by odwzorować w ruchomej animacji, więc i zdecydowano się na bardziej kreskówkowe projekty postaci. Jak Disney wyjaśniał w “How I Cartooned ‘Alice’”: “To logiczny nonsens wymagający logicznej sekwencji”. Tak jak Kopciuszek wpierw wykonano symboliczne dekoracje do materiału dla animatorów, na których kręcono aktorów. Alicja jak Pinokio (1940) miała epizodyczną fabułę, czego Disney zwykle starał się unikać w swych filmach. Ekipy animatorów Alicji w Krainie Czarów i Kopciuszka skutecznie rywalizowały ze sobą, aby zobaczyć, który film zakończy się jako pierwszy.
W okresie premiery Walt Disney Productions pozwało Lou Bunin Productions, które wypuszczało w tym samym czasie powstałą dwa lata wcześniej własną ekranizację wersję Alicji w Krainie Czarów autorstwa marionetkarza Lou Bunina. Argumentowano, że publiczności mogą się mylić oba tytuły z niekorzyścią finansową dla Walt Disney Productions i próbowano opóźnić wyświetlanie filmu Bunina na terenie Stanów Zjednocznonych  o 18 miesięcy po wersji Disneya. Sąd orzekł na korzyść Bunina argumentując, że Alicja w Krainie Czarów to dzieło w domenie publicznej i każdy może wypuścić jej adaptację. Także oba różniły się od siebie – Alicja w Krainie Czarów Lou Bunin Productions była w kombinowanej wersji żywej akcji z łączonej z animacją lalkową.

## Odbiór
Alicja otrzymała same negatywne recenzje i byłą porażką do tego stopnia, że została wznowiona jedynie w 1954 roku w telewizji jako odcinek Walt Disney’s Disneyland. Zniechęcony Disney przysiągł, że nie wyświetli ponownie filmu w kinach, tłumacząc tym iż jest “wypełniony dziwnymi postaciami i schlebia intelektowi, a nie schlebia emocjom”. Animator Joe Grant stwierdził, że “Alicja była po prostu przeładowana. Było tu za dużo materiału. I wkrótce stała się tylko wizualiami, małym wodewilowym show. Walt był tym bardzo nieusatysfakcjonowany. On lubił pełną historię; brak takowej go zawsze niepokoił”.
Po powrocie Disneya z spotkania, z zarządem CBS ws. emisji jego kreskówek w ramach eksperymentalnej emisji telewizji kolorowej, w Nowym Jorku, Roy zarzucił bratu ciągły brak osobistego udziału w produkcji nowych filmów, na które wydawali ogromne ilości pieniędzy. Roy Disney zwrócił uwagę, że produkcja kosztowała 3 miliony dolarów I twierdził, że to właśnie z powodu braku zainteresowania Walta filmem w fazie produkcji poniosła taką finansową klęskę w kinach. Obruszony Walt poradził Royowi, aby zajmował się własnymi sprawami.
Dopiero po latach Alicja w Krainie Czarów została doceniona. W 1971 roku film stał się najchętniej wypożyczaną 16-milimetrową kopią, stając się kultowym obrazem wśród ludzi zażywających środki psychoaktywne. Przez lata fani się pytali animatorów pracujących nad Alicją w Krainie Czarów czy czegoś “nie brali” jako, że fabuła zawiera ciągłe zmiany Alicji poprzez spożywanie dziwnych środków. Po dobrze przyjętym wznowieniu Fantazji (1940) Walt Disney Productions zdecydowało wznowić Alicję w amerykańskich kinach w 1974 roku.
Serwis Rotten Tomatoes przyznał filmowi wynik 77%. Joanna Guze na łamach „Filmu” w polemistycznym artykule Bronię Disneya w kontrze do artykułu Ignacego Witza Twórca pozornych arcydzieł określiła Alicję w Krainie Czarów jedną z najlepszych długometrażowych filmów Disneya i chwaliła za uchwycenie ducha powieści Carrolla. Dobrze oceniła również polską wersję językową filmu.